# Bezoekerscentrum

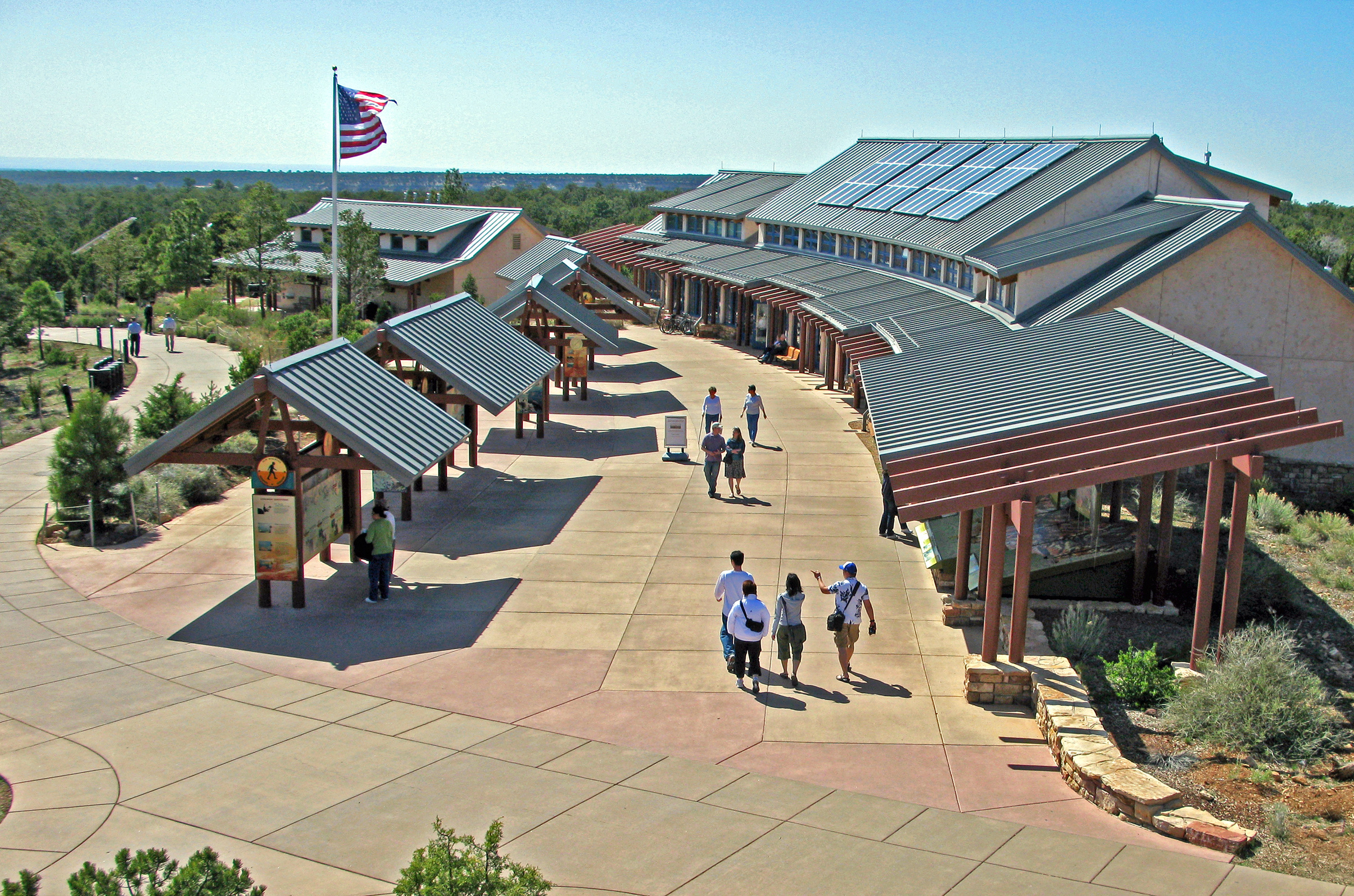
Het uitgebreide bezoekerscentrum (visitor center) van Grand Canyon National Park in de Verenigde Staten.

Een bezoekerscentrum of informatiecentrum is een gebouw, ruimte of stand waar men informatie aanbiedt aan bezoekers en toeristen. Een bezoekerscentrum kan zich enerzijds op de bezoekers van een specifieke bezienswaardigheid richten. Zo hebben veel natuurgebieden, attractieparken, botanische tuinen, dierentuinen en musea een bezoekerscentrum. Anderzijds zijn er centra waar toeristen informatie kunnen bekomen over alle bezienswaardigheden in een bepaalde plaats of regio. In zulke informatiecentra kan ook informatie verdeeld worden omtrent overnachtingsmogelijkheden, eetgelegenheden, openbaar vervoer en parkeerplaatsen, en men heeft er meestal gerichte plattegronden en kaarten. Veel bezoekerscentra beschikken daarnaast over een eigen souvenirwinkel of boekhandel. 
Een van de doelstellingen van bezoekerscentra in natuurgebieden is natuureducatie. Ook kunnen in deze bezoekerscentra rondleidingen worden geboekt door de natuurgebieden en verzorgen ze rondvaarten. Vaak wordt er ook door het onderwijs gebruikgemaakt van bezoekerscentra. Vormen van aanwezige informatie zijn boeken, films, tentoonstellingen. Bekende bezoekerscentra in Nederland zijn die van de natuurorganisaties Natuurmonumenten en Staatsbosbeheer. Deze bezoekerscentra liggen in de natuur- en bosgebieden van deze organisaties verspreid over heel Nederland. In Gelderland werken 18 bezoekerscentra samen in de Kring van Gelderse Bezoekerscentra (KGBC). Ook is er landelijke samenwerking in het landelijk netwerk van Bezoekerscentra. Zowel het Gelderse als het landelijke netwerk van bezoekerscentra wordt gecoördineerd door het IVN. Ook Natuurpunt heeft in Vlaanderen een dertiental bezoekerscentra en natuurhuizennatuurhuizen (daar ook wel onthaalpoort genoemd). 